# Хрестиновский
Хрести́новский — посёлок в Ленинск-Кузнецком районе Кемеровской области. Входит в состав Краснинского сельского поселения.

## География
Центральная часть населённого пункта расположена на высоте 227 м над уровнем моря.

## Население
| 2010 |
| ---- |
| 180  |

### Половой состав
По данным Всероссийской переписи населения 2010 года, в посёлке Хрестиновский проживало 180 человек (95 мужчин, 85 женщин).